# Parafia św. Antoniego w Mińsku Mazowieckim
Parafia pod wezwaniem św. Antoniego z Padwy w Mińsku Mazowieckim – parafia rzymskokatolicka należąca do dekanatu mińskiego – św. Antoniego z Padwy, diecezji warszawsko-praskiej, metropolii warszawskiej Kościoła katolickiego, w zachodniej części Mińska Mazowieckiego.
Parafia została erygowana 25 grudnia 1984 roku, jako druga rzymskokatolicka w Mińsku Mazowieckim. Wieloletnim i zasłużonym proboszczem był ks.inf. Jan Byrski, na emeryturę odszedł w 2017.

## Kościół parafialny
Jasny, górujący nad dużą częścią miasta budynek ukończono w ciągu kilkunastu lat. Składa się on z dwóch kościołów (górny i dolny), kaplicy, dzwonnicy i zakrystii. W górnym kościele w głównym ołtarzu znajduje się wielki krzyż wzorowany na krzyżu z Mogiły. Na ścianach bocznych kościoła znajdują się płaskorzeźby świętych ewangelistów, Świętej Rodziny i kilku polskich świętych. Jest dosyć ciekawym przykładem architektury PRL-u.

## Bibliografia

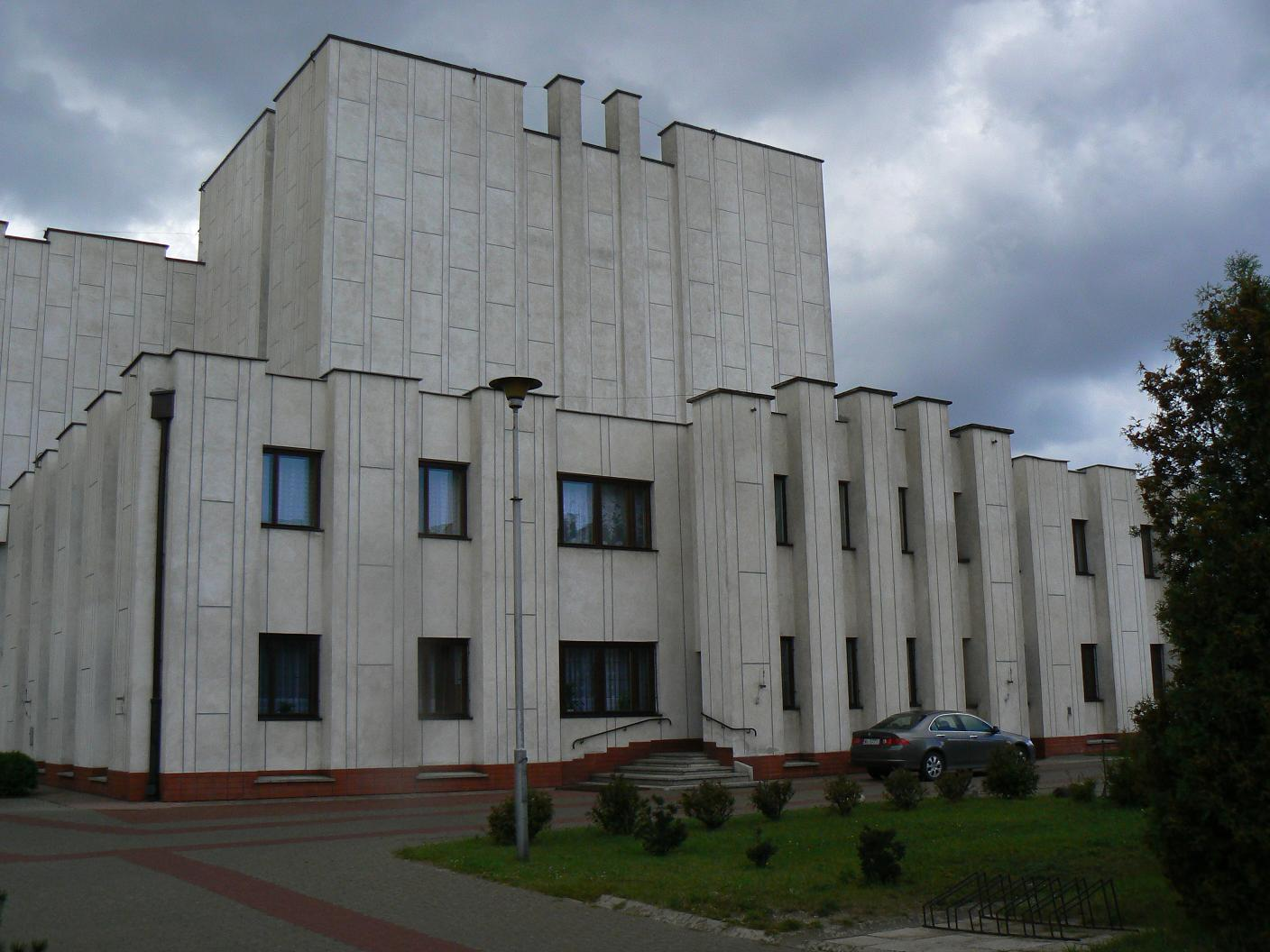
Widok od zakrystii
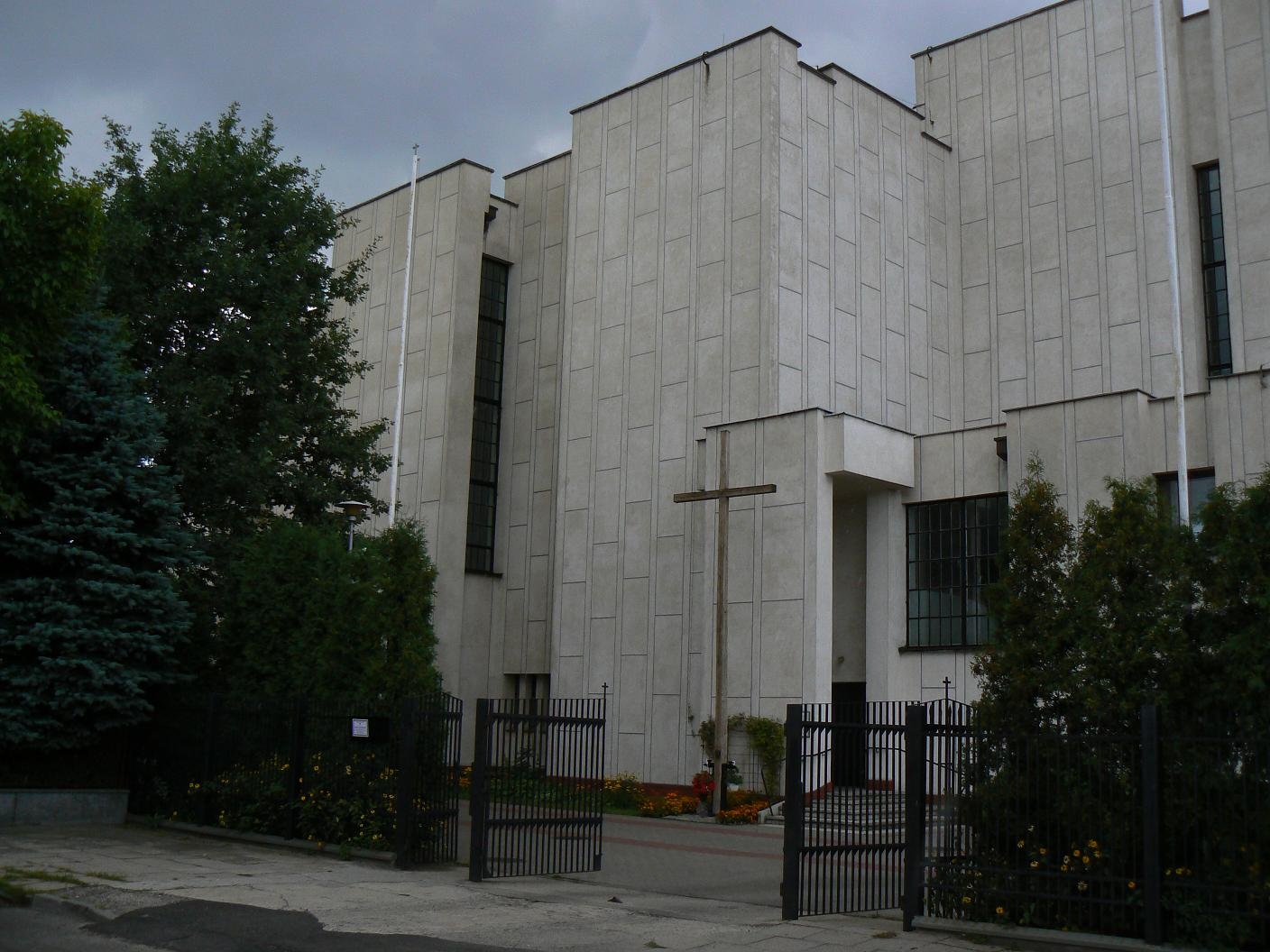
Wejście boczne